# Jakob Zupančič (pisatelj)
Jakob Zupančič (tudi Jacob Zupančič in Jacob Zupan), slovenski pisatelj, urednik in društveni delavec v ZDA, * 1. oktober 1895,Otovec, † 30. julij 1980, San Jose, Kalifornija.

## Življenje in delo
Zupančič je po končani osnovni šoli v Črnomlju od 1908 obiskoval gimnazijo v Novem mestu in 1916 maturiral, nato bil na fronti. Leta 1919-1920 je študiral na trgovski akademiji v Zagrebu, 1920-1921 pa pravo na ljubljanski PF in bil hkrati zaposlen pri Ljubljanski kreditni banki. Leta 1921 se je izselil v ZDA, živel v Chicagu, od 1963 v Los Gatosu (Kalifornija). Leta 1927 je skrajšal priimek v Zupan. Takoj po prihodu v ZDA se je vključil v slovensko kulturno življenje: sodeloval v dramskih skupinah, bil 1922–1926 urednik Mladinskega lista (ponovno 1958–1960) in pomožni urednik Prosvete, 1925–1926 urednik Glasa svobode. Od 1927 je bil redno zaposlen na chicaški mestni pošti, upokojen 1958. Bil je član Slovenske narodne podporne jednote, Slovenske svobodomiselne podporne zveze, Slovensko ameriškega narodnega sveta , blagajnik Jugoslovanskega hranilnega in posojilnega društva (1937–1963) in drugo.
Zupančič je po prvih literarnih poskusih na gimnaziji (pesmi in igrice) v ZDA začel pisati novele in črtice. Po snovi nekoliko odstopa od naprednih literarnih ustvarjalcev v ZDA, ki jim je bila najpomembnejša socialna tematika. Rad se poigrava z nenavadnimi pripovedmi, kjer se dogajanje spleta okrog osrednje ljubezenske zgodbe. Spominsko se vrača tudi v 1. svetovno vojno. Tematika iz 2. svetovne vojne je dobila simbolične dimenzije v noveli Franz (1946), v kateri opiše siroto iz koncentracijskega taborišča, čigar nenadna utopitev v mlaki simbolično opominja na nesmiselnost vojne. Nekaj malega je napisal tudi memoarske proze, npr. Pet pomembnih desetletij mojega življenja (1973). Proza se odlikuje s privlačno zgodbo, pogosto z nenavadno tematiko; mestoma ga zanese v romantično fabuliranje. Pisal je dosledno v slovenskem, v nekoliko površnem jeziku, v katerem je zlasti preveč tujk.